# Keita Nagashima
Keita Nagashima –en japonés, 長島 啓太, Nagashima Keita– (23 de octubre de 1988) es un deportista japonés que compite en judo. Ganó una medalla en los Juegos Asiáticos de 2014, y dos medallas en el Campeonato Asiático de Judo en los años 2012 y 2015.

## Palmarés internacional
| Juegos Asiáticos    | Juegos Asiáticos        | Juegos Asiáticos  | Juegos Asiáticos |
| Año                 | Lugar                   | Medalla           | Categoría        |
| ------------------- | ----------------------- | ----------------- | ---------------- |
| 2014                | Incheon (Corea del Sur) | Medalla de bronce | –81 kg           |
| Campeonato Asiático |                         |                   |                  |
| Año                 | Lugar                   | Medalla           | Categoría        |
| 2012                | Taskent (Uzbekistán)    | Medalla de plata  | –81 kg           |
| 2015                | Kuwait (Kuwait)         | Medalla de oro    | –81 kg           |